# جامع أم النعاج
 جامع أم النعاج من مساجد العراق القديمة الأثرية، لم يعرف من أسسه وبناه في عهد الدولة العثمانية، وذلك في القرن السابع عشر الميلادي، ويقع في محافظة البصرة، في مركز مدينة البصرة القديمة، في محلة المطيحة في أم النعاج.
وهدم وجرى تجديد بناءه في عام 1389هـ/ 1969م، ولقد عمرت مرفقاتهِ وجددت عدة مرات كان آخرها من قبل مديرية الوقف السني للمنطقة الجنوبية عام 1431هـ/ 2010م.
وهو مسجد كبير المساحة، وله حرم واسع يبلغ عرضه 16 مترا، وطوله 12 مترا، ويتوسطه محراب ذو قوسين مغلف بالموزائيك وعن يمينهِ منبر الإمام ومغلف بالخشب الصاج.
ويقوم حرم الجامع على عدة اعمدة كونكريتية وسقفه مغلف بالسقوف الثانوية وتقام فيه حاليا صلاة الجمعة وصلاة العيدين والصلوات الخمس، ويحتوي على ساحة وطارمة أمام الحرم وفيها غرفتان احدها مخزن والأخرى مخصصة للإمام والخطيب ويحتوي الجامع على مغسل للأموات أيضا.
ومن أبرز العلماء الذين شغلوا منصب الإمامة والخطابة فيه:
- الشيخ احمد حاجم وهام الحاجم 1885-1910م.
- الشيخ خلف علي الحمداني 1911-1920م.
- الشيخ حسين الدهاس 1921-1930م.
- الشيخ احمد الحاجم 1931-1933م.
- الشيخ عبد الحاكم 1933-1938م.
- الشيخ خالد احمد الحاجم 1938-1940م.
- الشيخ أحمد خالد احمد الحاجم 1948-1958م.
- الشيخ عبد الواحد عبد اللطيف الحاجم 1959-1967م.
- الشيخ جاسم محمد النصير 1967-1970م.